# Xenia, Ohio
Xenia je grad u američkoj saveznoj državi Ohio, u okrugu Greene

## Povijest
Xenia je osnovana 1803. godine iste godine kada je Ohio primljen u Uniju. U toj godini, pionir John Paul kupio je 2.000 hektara (8 km ²) zemlje Thomasa i Elizabethe Richardson iz okruga Hanover iz Virginie, za 1.050 £  (novca države Virginie). Naziv novog naselja je bio izabran na tipično demokratski način. Joseph C. Vance sazvao je građane kako bi odlučili o mogućim imenima grada. Odbor je razmatrao nekoliko prijedloga, bez postizanja bilo kakvu odluku. Tada je Rev Robert Armstrong predložio ime "Xenia", što znači "gostoprimstvo" na grčkom, jer mu je pruženo gostoprimstvo u ovoj prijateljskoj zajednici. Posljednji odlučujući glas na izborima za ime grada dala je Laticia Davis, supruga Owena Davisa,  koja je glasala za "Xenia".

## Demografija
Prema popisu stanovništva iz 2000. godine Xenia je imala 24.164 stanovnika, u 9.378 kućanstva sa 6.527 obitelji s prebivalištem u gradu, dok je prosječna gustoća naseljenosti 768,1 stan./km².
Prema rasnoj podjeli u gradu živi najviše bijelaca, 83,30% i Afroamerikanaca, kojih ima 13,51%.

## Vanjske poveznice
- Službena stranica (engl.)

### Ostali projekti
|  | Zajednički poslužitelj ima još gradiva o temi Xenia, Ohio |